# Nicolás Contín
Leandro Nicolás Contín (Caá Catí, Argentina, 7 de diciembre de 1995) es un futbolista argentino. Juega como delantero centro y su equipo actual es Gimnasia y Tiro de Salta, de la Primera Nacional.

## Trayectoria

### Inicios en Gimnasia y Esgrima La Plata (2016-2018)
Debutó oficialmente a sus 20 años en Gimnasia y Esgrima La Plata el día 4 de abril de 2016 en la victoria por 1-0 ante Quilmes del Campeonato de Primera División 2016, ingresando a los 30 minutos del segundo tiempo. En aquel día Gustavo Alfaro también haría su debut como entrenador del 'Lobo'.
El 2 de Mayo del mismo año y certamen, anotó su primer gol en primera contra Rosario Central, dejando el 1-0 final para los platenses.
Para el último partido oficial del año de su debut, dentro del Campeonato de Primera División 2016-2017, obtuvo una buena actuación para la victoria 3-0 de visitante contra Godoy Cruz, sabiendo aprovechar varios errores defensivos del "Tomba" para poner dos asistencias y su segundo gol como profesional.
Desde el 2017 hasta el primer semestre del 2018, permaneció en Gimnasia y Esgrima La Plata consiguiendo apenas unas pocas presencias en los partidos oficiales. Pudo jugar en el partido de ida la Primera Fase de la Copa Sudamericana 2017 contra a Ponte Preta y además anotó un gol al inicio de ese mismo año, en el encuentro que finalizaría suspendido por intensas lluvias frente a Racing Club dentro del marco de los amistosos torneos de verano del fútbol argentino.

### Pase a Gimnasia y Esgrima de Jujuy (2018-2019)
Para el segundo semestre del 2018, sería transferido por un año, mediante un préstamo con opción de compra a Gimnasia y Esgrima de Jujuy, que militaba en la Primera Nacional. En el 'Lobo jujeño' lograría ganar experiencia y regularidad al competir en 21 partidos, varios de ellos ya como titular; y además terminaría anotando 4 goles. Su primer tanto fue en la primera fecha del Campeonato de Primera B Nacional 2018-19, marcando el empate de visitante frente a Arsenal de Sarandí, esto lo impulsó a ser un jugador recurrente en las formaciones del plantel.

### Regreso al Lobo de La Plata (2019-2023)

#### Era Maradona y lesión (2019-2021)
Finalizado su paso por el 'Lobo del Norte', vuelve a su Club de origen, para competir en la Superliga 2019/20 de la Primera División. En este contexto llegó en un momento crudo para Gimnasia y Esgrima La Plata, debido a su mala situación en la Tabla del Promedios, ocupando el último lugar ya con 5 partidos disputados. El Club decide incorporar como entrenador del 'Lobo' a nada más y nada menos que al astro del fútbol argentino: Diego Armando Maradona. A partir de su llegada se convertiría en uno de los delanteros de confianza para levantar cabeza en esta complicada situación del equipo platense, terminó jugando 15 cotejos y marcando 4 goles. Sus jugadas fueron decisivas para ganar partidos como en los Godoy Cruz, Newell's Old Boys. En especial su primer doblete en su carrera, el 2-1 contra Central Córdoba (SdE) en el Juan Carmelo Zerillo, cuya victoria no sólo quebró una mala racha de 8 derrotas consecutivas de local, sino que también fue la primera victoria de Gimnasia en su estadio 'El Bosque', desde que llegó Maradona como DT.
En la Copa de la Liga Profesional 2021 bajó su rendimiento y pasó a jugar pocos minutos por partido. Pero con la conducción de Néstor Gorosito en la Liga Profesional 2021, ganó la confianza del actual entrenador, siendo la figura del partido en el 13° fecha, ante Aldosivi, marcando otro doblete y una asistencia. A pesar de esto, sufrió un grave esguince de rodilla derecha en el partido contra Independiente por la 15° fecha y por eso, debió recluirse de la actividad, para ser intervenido quirúrgicamente y realizar la rehabilitación.

#### Regreso a la actividad (2022-2023)
Durante toda la primera mitad del 2022, Nicolás Contín se mantuvo en rehabilitación en Gimnasia, sondeando la posibilidad de cambiar de equipo ya que su contrato finalizaba el 30 de junio de ese año. Pero el 9 de junio recibió la chance de renovar su contrato hasta diciembre de 2023, cumpliendo su deseo de continuar con el conjunto 'tripero'. Un mes después, el 31 de julio, el 'Tanque' vuelve a las canchas, luego de recuperarse de su lesión, ingresando como suplente para la victoria 1 a 0 contra Huracán de visitante. El 5 de agosto de 2022 ingresa a los 86 minutos ante Godoy Cruz y convierte el segundo gol que a la postre sería el triunfo por 2 a 0. Cinco fechas después anota su segundo gol en la temporada 2022 para marcar de cabeza el 3 a 1 final frente a Independiente.El 17 de febrero de 2023 anota el primer gol en el partido versus Instituto que terminaría 2 a 0 en favor de Gimnasia.

### Sport Boys (2023)
A mediados de junio de 2023, la Comisión Directiva de Gimnasia y Esgrima La Plata acordó la rescisión contractual con Nicolás Contín, algo que el futbolista venía buscando y de esta forma quedó habilitado para irse a Sport Boys. El Tanque le puso punto final a su relación con el Lobo, la cual comenzó de chico, cuando se sumó a las divisiones inferiores, y luego en diferentes etapas en Primera División desde su debut en el 2016. La Comisión Directiva de Gimnasia acordó la rescisión contractual del delantero, cuyo pase finalizaba en el mes de diciembre, a cambio de una cláusula, la cual le permitirá cobrar cerca de 100 mil dólares en caso de que el futbolista juegue cierta cantidad de partidos en su nuevo club.

## Estadísticas

### Clubes
Actualizado hasta su último partido disputado el 13 de junio de 2025.
| Club                              | Div.          | Temporada     | Liga  | Liga  | Liga   | Copas nacionales | Copas nacionales | Copas nacionales | Copas internacionales | Copas internacionales | Copas internacionales | Total | Total | Total  | Media goleadora |
| Club                              | Div.          | Temporada     | Part. | Goles | Asist. | Part.            | Goles            | Asist.           | Part.                 | Goles                 | Asist.                | Part. | Goles | Asist. | Media goleadora |
| --------------------------------- | ------------- | ------------- | ----- | ----- | ------ | ---------------- | ---------------- | ---------------- | --------------------- | --------------------- | --------------------- | ----- | ----- | ------ | --------------- |
| Gimnasia y Esgrima (LP) Argentina | 1.ª           | 2016          | 4     | 1     | 0      | 1                | 1                | 0                | —                     | —                     | —                     | 5     | 2     | 0      | 0.40            |
| Gimnasia y Esgrima (LP) Argentina | 1.ª           | 2016-17       | 6     | 1     | 0      | 1                | 0                | 0                | 1                     | 0                     | 0                     | 8     | 1     | 0      | 0.13            |
| Gimnasia y Esgrima (LP) Argentina | 1.ª           | 2017-18       | 6     | 0     | 2      | —                | —                | —                | —                     | —                     | —                     | 6     | 0     | 2      | 0.00            |
| Gimnasia y Esgrima (LP) Argentina | 1.ª           | 2019-20       | 15    | 4     | 3      | 3                | 1                | 0                | —                     | —                     | —                     | 18    | 5     | 3      | 0.28            |
| Gimnasia y Esgrima (LP) Argentina | 1.ª           | 2020-21       | —     | —     | —      | 11               | 1                | 1                | —                     | —                     | —                     | 11    | 1     | 1      | 0.09            |
| Gimnasia y Esgrima (LP) Argentina | 1.ª           | 2021          | 12    | 2     | 2      | 11               | 0                | 0                | —                     | —                     | —                     | 23    | 2     | 2      | 0.09            |
| Gimnasia y Esgrima (LP) Argentina | 1.ª           | 2022          | 11    | 2     | 0      | 1                | 0                | 0                | —                     | —                     | —                     | 12    | 2     | 0      | 0.17            |
| Gimnasia y Esgrima (LP) Argentina | 1.ª           | 2023          | 6     | 1     | 0      | 1                | 0                | 0                | —                     | —                     | —                     | 7     | 1     | 0      | 0.14            |
| Gimnasia y Esgrima (LP) Argentina | Total club    | Total club    | 60    | 11    | 7      | 29               | 3                | 1                | 1                     | 0                     | 0                     | 90    | 14    | 8      | 0.16            |
| Gimnasia y Esgrima (J) Argentina  | 2.ª           | 2018-19       | 21    | 4     | 1      | 1                | 0                | 0                | —                     | —                     | —                     | 22    | 4     | 1      | 0.18            |
| Gimnasia y Esgrima (J) Argentina  | Total club    | Total club    | 21    | 4     | 1      | 1                | 0                | 0                | 0                     | 0                     | 0                     | 22    | 4     | 1      | 0.18            |
| Sport Boys · Perú                 | 1.ª           | 2023          | 17    | 2     | 0      | —                | —                | —                | —                     | —                     | —                     | 17    | 2     | 0      | 0.12            |
| Sport Boys · Perú                 | Total club    | Total club    | 17    | 2     | 0      | 0                | 0                | 0                | 0                     | 0                     | 0                     | 17    | 2     | 0      | 0.12            |
| C. A. Tigre Argentina             | 1.ª           | 2024          | 11    | 1     | 0      | 10               | 0                | 0                | —                     | —                     | —                     | 21    | 1     | 0      | 0.05            |
| C. A. Tigre Argentina             | Total club    | Total club    | 11    | 1     | 0      | 10               | 0                | 0                | 0                     | 0                     | 0                     | 21    | 1     | 0      | 0.05            |
| Gimnasia y Tiro (S) Argentina     | 2.ª           | 2024          | 18    | 4     | 3      | —                | —                | —                | —                     | —                     | —                     | 18    | 4     | 3      | 0.22            |
| Gimnasia y Tiro (S) Argentina     | Total club    | Total club    | 18    | 4     | 3      | 0                | 0                | 0                | 0                     | 0                     | 0                     | 18    | 4     | 3      | 0.22            |
| Total carrera                     | Total carrera | Total carrera | 127   | 22    | 11     | 40               | 3                | 1                | 1                     | 0                     | 0                     | 168   | 25    | 12     | 0.15            |
| 1. 2.                             |               |               |       |       |        |                  |                  |                  |                       |                       |                       |       |       |        |                 |